# William Martin (Richter)

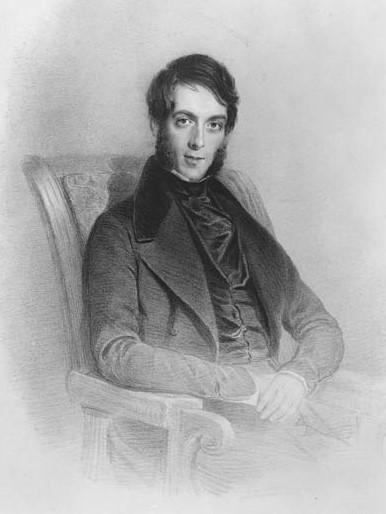
William Martin um 1842, Lithographie von J. Carpenter, Alexander Turnbull Library

Sir William Martin (* in Birmingham; getauft am 22. Mai 1807; † 18. November 1880 in Torquay) war von 1841 bis 1857 der erste Chief Justice von Neuseeland.

## Biografie

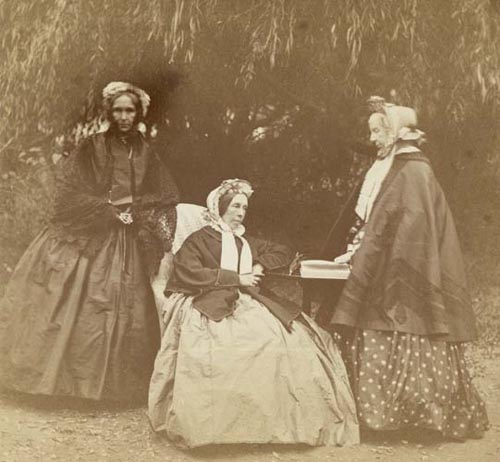
Seine Frau Mary Ann Martin, Caroline Harriet Abraham und Sarah Selwyn

Martin wurde in Birmingham geboren und am 22. Mai 1807 getauft, so dass als sein Geburtsjahr 1807 angenommen werden kann. Er wurde an der King Edward’s School in Birmingham erzogen und studierte am St John’s College in Cambridge.
Im Januar 1841 wurde er vom Colonial Office zum Richter ernannt und am 10. Januar 1842 eingeschworen. Er traf im August 1841 in Neuseeland ein und trat am 5. Februar 1841 sein Amt als Oberster Richter an. Er arbeitete mit Henry Samuel Chapman zusammen, der 1843 zum Richter der Provinz New Munster im Süden Neuseelands, einschließlich Wellington und der Südinsel ernannt worden war und als Richter acht Jahre bis 1852 in Wellington ansässig war. Sie erstellten beide zusammen den Report on Supreme Court Procedure for New Zealand von 1852.
Martin, der Generalstaatsanwalt William Swainson und Thomas Outhwaite, der erste Registrator des Supreme Court, waren für den Aufbau des neuseeländischen Gerichtswesens verantwortlich. Martin, ein Freund des anglikanischen Bischofs George Augustus Selwyn, stand den missionarischen und evangelikalen Bestrebungen der anglikanischen Kirche im Südpazifik und bei den Māori wohlwollend gegenüber. Er schrieb Proteste gegen die Missachtung der Krone in Hinblick auf ihre moralischen Verpflichtungen aus dem Vertrag von Waitangi und bei der Invasion von Taranaki.
Am 12. Juni 1857 trat Martin von seinem Amt zurück. Sein Amtsnachfolger wurde George Arney. 1860 wurde Martin zum Knight Bachelor geschlagen.
Martin war einer der Autoren des zur Unterstützung der Eingeborenen Neuseelands geschriebenen Buches Extracts of letters from New Zealand on the war question. Die weitere Autoren waren seine Ehefrau Mary Ann (geb. Parker), George Selwyn und seine Frau Sarah Selwyn, Caroline Harriet Abraham und deren Ehemann. Das Buch wurde 1861 in London gedruckt und im Eigenverlag vertrieben.
William Martin starb am 18. November 1880 in Torquay in Neuseeland.